# Borowski II
Borowski – polski herb szlachecki

## Opis herbu
Na tarczy pięciodzielnej w polach I i IV czerwonych rogi jelenie z kością czołową w II i III błękitnych - wspięty lew złoty, w V błękitnym - sześcioramienna gwiazda złota. 
W klejnocie nad hełmem w koronie skrzydła orle.

## Najwcześniejsze wzmianki
Nadany 23 stycznia 1831 roku Ludwikowi Ernestowi Borowskiemu, arcybiskupowi królewieckiemu przez Fryderyka Wilhelma III.

## Herbowni
Borowski.